# Antônio João (vapor)
Antônio João foi um vapor operado pela Armada Imperial Brasileira, ativa no período da segunda metade do século XIX. Inicialmente construído e utilizado como navio civil sob o nome de Conselheiro Paranhos, foi incorporado à Armada em 1867, no contexto da Guerra da Tríplice Aliança (1864–1870), e batizado em homenagem ao tenente de cavalaria Antônio João Ribeiro, morto em combate na Colônia Militar de Dourados, em Mato Grosso, durante a invasão paraguaia de 1864.

## Características
O Antônio João era uma embarcação de propulsão a vapor, construída em ferro de 90 toneladas de deslocamento, com dimensões de 26,7 metros de comprimento, 5,00 metros de boca, 1,72 metros de pontal e 0,87 metros de calado. Sua propulsão era realizada por uma máquina a vapor de 30 ou 40 hp, com rodas laterais de pás. Estava armado com três canhões de 37 mm e duas metralhadoras de 25 mm. Sua tripulação consistia em 12 oficiais e 51 praças. Não há registros conhecidos quanto à data de batimento de quilha, lançamento, deslocamento, velocidade máxima, raio de ação.

## Histórico
A embarcação foi originalmente construída em ferro e operada pela Companhia Nacional de Navegação a Vapor, sob o nome Conselheiro Paranhos. Essa companhia firmou contrato com o Governo Imperial do Brasil em 1858, com o objetivo de manter rotas regulares de navegação no Rio Paraguai e seus afluentes, conectando Montevidéu a Cuiabá. A Companhia operava quatro vapores, sendo o Conselheiro Paranhos um deles. Em 1865, após o início da Guerra do Paraguai, o governo da Província de Mato Grosso adquiriu o vapor para uso militar, renomeando-o como Antônio João. O navio foi armado e integrado à flotilha provincial.
No contexto da reconquista da região de Corumbá, então sob ocupação paraguaia, o Antônio João participou de operações conjuntas com outras embarcações brasileiras. Em 11 de julho, durante o combate naval do Alegre, foi avistado o vapor paraguaio Salto del Guairá, que investiu contra as embarcações brasileiras. O Antônio João, sob comando do capitão-tenente Balduíno Ferreira de Aguiar, respondeu com fogo de artilharia, provocando a retirada da embarcação inimiga. Em seguida, uma força de abordagem foi enviada ao vapor Jauru, capturado pelos paraguaios, conseguindo retomar o controle da embarcação e fazer prisioneiros. Durante essa ação, destacaram-se diversos marinheiros e militares da guarnição. Houve mortos e feridos entre os brasileiros, bem como desaparecidos em meio ao confronto.
Em 3 de março de 1869, o Antônio João aportou no porto de Assunção, capital do Paraguai, levando uma comissão oficial da Província de Mato Grosso encarregada de saudar os comandantes da Esquadra e do Exército em operação na região.
Em 27 de junho de 1874, transportou de Cuiabá para o Forte de Coimbra a imagem de Nossa Senhora do Carmo, anteriormente retirada do local durante a retirada das forças brasileiras, em 1864. Na década de 1890, o Antônio João foi utilizado em ações civis e políticas. Em dezembro de 1890, serviu como prisão flutuante, abrigando o general Antônio Maria Coelho e outros presos políticos. Em abril de 1892, o coronel Luiz Benedicto Pereira Leite instalou provisoriamente o governo estadual a bordo da embarcação, em Cuiabá, após retornar de Corumbá. No final do mesmo mês, o navio partiu rumo a Ladário, transportando o presidente estadual.
O Antônio João permaneceu em operação por mais de quatro décadas, sendo finalmente retirado do serviço ativo em 23 de outubro de 1907, conforme aviso oficial da Marinha. Seu período de serviço compreendeu tanto atividades de guerra como de transporte fluvial e apoio às autoridades civis em Mato Grosso.